# 大量破壊兵器の運搬手段であるミサイル及び関連汎用品・技術の輸出管理体制
大量破壊兵器の運搬手段であるミサイル及び関連汎用品・技術の輸出管理体制（たいりょうはかいへいきのうんぱんしゅだんであるミサイルおよびかんれんはんようひん・ぎじゅつのかんりたいせい、英称: Missile Technology Control Regime,
略称: MTCR）とは、ミサイル技術やそれに付随する技術についてその輸出等を規制する枠組みのことである。1987年4月発足。ミサイル技術管理レジームとも呼称される。

## 概要
1968年に核拡散防止条約によってアメリカ合衆国、ロシア連邦、イギリス、フランス、中華人民共和国の5か国以外の核兵器の保有は禁止されることとなったが、インドの核実験や南アフリカ共和国などの核開発疑惑などが次々と浮上し核兵器拡散が一層危惧されるようになっていった情勢下で、核兵器を含む大量破壊兵器を目標まで運搬する為に必要なミサイル及び関連汎用品やその技術を輸出することに関しての規制の強化も必要であるという判断のもと、1987年に創設された体制である。年に1度開催される総会や数回開催される専門家会合で各国間の輸出管理についての取り決め・調整を行う。1992年7月には生物・化学兵器を含む大量破壊兵器を運搬可能なミサイル及び関連汎用品・技術も規制対象に追加された。

## 参加国
2016年現在、下記の35か国が参加している。
- アルゼンチン
- オーストラリア
- オーストリア
- ベルギー
- ブラジル
- ブルガリア
- カナダ
- チェコ
- デンマーク

- フィンランド
- フランス
- ドイツ
- ギリシャ
- ハンガリー
- アイスランド
- インド
- アイルランド
- イタリア

- 日本
- 韓国
- ルクセンブルク
- オランダ
- ニュージーランド
- ノルウェー
- ポーランド
- ポルトガル
- ロシア

- 南アフリカ共和国
- スペイン
- スウェーデン
- スイス
- トルコ
- ウクライナ
- イギリス
- アメリカ合衆国